# Ivan Nikolaïevitch Dournovo
Pour les articles homonymes, voir Dournovo.
Ivan Nikolaïevitch Dournovo (en russe : Иван Николаевич Дурново), né le 1er mars 1834 dans le gouvernement de Kalouga et mort le 29 mai 1903 près de Berlin, est un homme politique russe, gouverneur de Tchernigov de 1863 à 1870, gouverneur de Iekaterinoslav de 1870 à 1882, ministre de l'Intérieur de 1889 à 1895 et président du Conseil des ministres 1895 à 1903.

## Biographie
Ivan Nikolaïevitch Dournovo fit ses études à l'Académie militaire d'artillerie du prince Michel à Saint-Pétersbourg ; il resta peu de temps dans l'armée. Revenu à la vie civile, il fut élu maréchal de noblesse par la noblesse de son district. Plus tard, il occupa un poste similaire dans la province de Tchernigov. De 1863 à 1870, il fut gouverneur de la province de Tchernigov, de 1870 à 1882, gouverneur de Iekaterinoslav.

### Carrière politique
En 1882, il revint à Saint-Pétersbourg où il fut secrétaire d'État au ministère de l'Intérieur de 1882 à 1886.
Ivan Nikolaïevitch Dournovo ne fut pas un homme d'État, mais communiquant aisément, il sut gagner la confiance de ses supérieurs. Son successeur, le comte Serge Witte, le décrivit  « comme un agréable maréchal de la noblesse, un agréable gouverneur, un agréable secrétaire d'État à l'intérieur. Ivan Nikolaïevitch ne fut pas très cultivé, ni très intelligent, il fut plutôt limité dans ses capacités. Homme aimable, poli et très habile ».
Sur la recommandation de l'impératrice Marie, Ivan Dournovo fut élu en 1886 président de la 4e section de la Chancellerie de sa majesté impériale, bureau chargé des affaires de bienfaisance et des soins de santé. Il succéda comme ministre de l'Intérieur au comte Dimitri Andreïevitch Tolstoï, mort le 28 avril 1889. Il lui fut reproché de ne pas prendre les mesures nécessaires pour lutter contre la famine qui sévit entre 1891 et 1892.
En 1895, Nicolas II le nomma Président du Conseil d'État et il conserva ce poste jusqu'en 1903.

## Source
- (en) Cet article est partiellement ou en totalité issu de l’article de Wikipédia en anglais intitulé « Ivan Durnovo » (voir la liste des auteurs).